# Близькосмертні враження

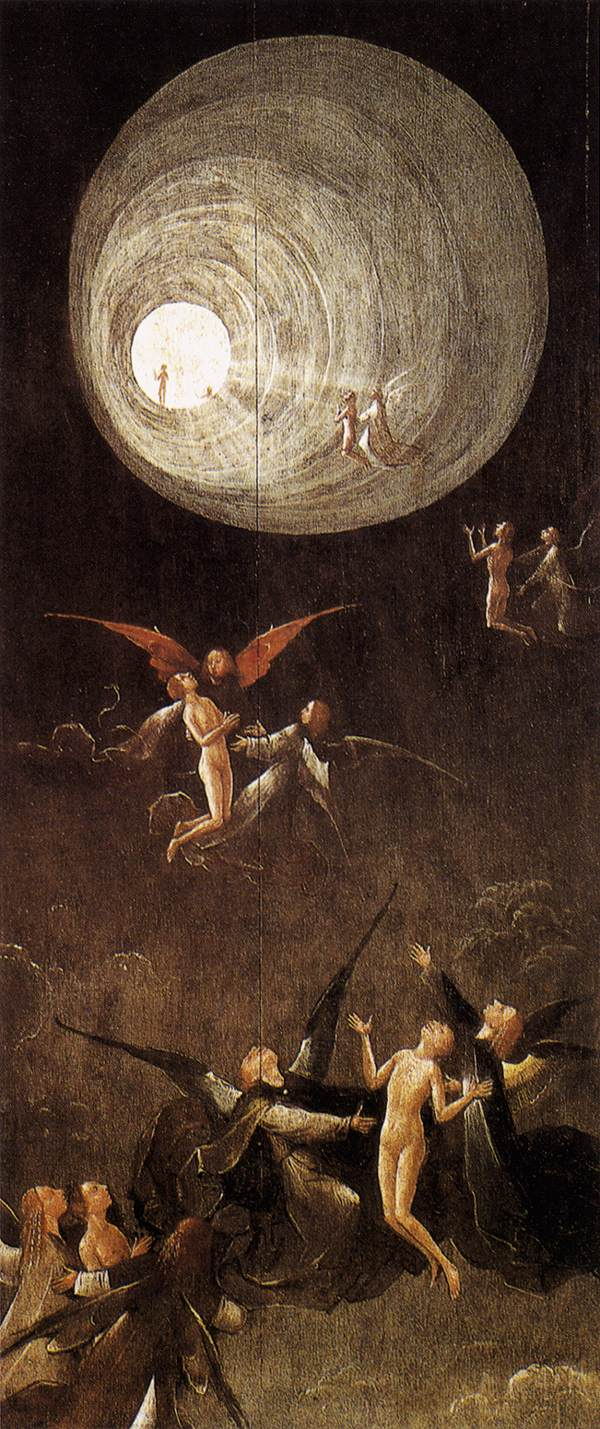
Ієронімус Босх. Візії з того світу: Вознесіння обраних (близько 1500—1503). Палац дожів, Венеція

Близькосмертні враження (близькосмертний досвід, англ. near-death experiences, NDE) — загальна назва різних суб'єктивних переживань людини, які можуть виникати в ході загрозливих життю подій, після яких людина вижила. Ці переживання виникають у зміненому стані свідомості і можуть включати в себе такі елементи, як відчуття виходу з фізичного тіла, ейфорію, містичні бачення, відчуття зникнення его і виходу за межі простору і часу.
Прихильники існування паранормальних явищ і окремі дослідники стверджують, що такі враження свідчать про існування життя після смерті.
В останні роки феномен активно вивчається науковими методами. У науковому співтоваристві випадки близькосмертні переживання розцінюються як галюцинації або нейропсихологічний феномен, пов'язаний з роботою мозку в умовах нестачі кисню і глюкози внаслідок зупинки серця і припинення кровотоку.

## Історія вивчення
Першим дослідником, який звернув увагу на близькосмертні переживання і зібрав великий статистичний матеріал, був американський психолог і психіатр Раймонд Моуді. Моуді представив широкій публіці в 1975 році у книзі «Життя після життя», що стала бестселером. У 1978 році була заснована Міжнародна асоціація навколосмертних досліджень (IANDS). У 1998 році доктор медицини Джеффрі Лонг заснував Фонд досліджень близькосмертних переживаннь (NDERF). Згідно з опитуванням, проведеним Інститутом Ґеллапа, приблизно вісім мільйонів американців стверджували, що мали подібний досвід чуттєвих переживань. Близькосмертні переживання відносяться до явищ, що вивчають такі академічні дисципліни, як психологія, психіатрія і медицина.

## Загальні відчуття
У більшості випадків близькосмертні переживання описані в термінах будь-яких вірувань, які мав чоловік. Ті, хто не мав конкретних вірувань, зазвичай бачать знайомі речі. Феноменологія близькосмертних переживань зазвичай включає фізіологічні, психологічні та незвичайні аспекти. Виявлені наступні найбільш типові відчуття:
1. найперше сенсорне враження — дуже неприємний звук (шум);
2. розуміння того, що помер (усвідомлена смерть);
3. приємні емоції, спокій і умиротворення;
4. відчуття виходу з тіла, ширяння над власним тілом і спостереження оточуючих, можливість чути та подорожувати по простору, але неможливість вплинути на щось;
5. відчуття деформації простору і часу;
6. почуття переміщення вгору через яскравий тунель світла або вузький прохід;
7. зустріч з померлими родичами або духовними особами;
8. зустріч з істотою зі світу (що часто інтерпретуються як божество);
9. розгляд епізодів минулого життя;
10. досягнення кордону або перешкоди;
11. небажання повернути в тіло.

Окремі люди також відчували неспокій або страх перед припиненням життя в його поточному стані.
У деяких випадках відзначається переживання присутності світла, який частиною релігійних людей інтерпретується як божество або духовна присутність. Деякі релігійні люди вважають близькосмертним переживанням духовний досвід переходу в загробне життя, що не піддається поясненню.  У ряді випадків близькосмертні переживання виникають відчуття спостереження подій, що відбуваються в інших місцях або в інший час.
Згідно з "Rasch Scale", «основне» відчуття — це мир, радість і гармонія, що супроводжується здатністю проникнення в суть містичних або релігійних подій. Однак, поряд з позитивними переживаннями, дехто з тих, хто пережив стан коми описали страшні та навіть пекельні картини вогню і присутності інших людей в стані страждань.
У своєму огляді літератури британська психологиня Сьюзен Блекмор зазначила, що «пекельні» близькосмертні переживання доволі рідкісні (близько 15 %). Вона зазначає, що якщо припустити істинність цих переживань, то самовбивці повинні б спостерігати саме «пекельні» переживання, але цього не відбувається. Правда, «райські» переживання знижують ймовірність повторної спроби самогубства. У тому ж огляді вона згадує випадок, коли у 72-річного ракового хворого, який пережив клінічну смерть внаслідок передозування наркотичних анальгетиків, приємні близькосмертні переживання змінилися вкрай неприємними. Одним з можливих пояснень вона називає те, що хворому вводили антагоніст морфіну — налоксон.

## Дослідження
Згідно з сучасними науковими даними з галузі нейронауки, всі когнітивні функції людини (зір, пам'ять, мислення і т. д.) функціонують на базі нейроструктур головного мозку. Отже, у разі смерті мозку, свідомість теж перестає функціонувати.
Клінічні обставини, які призводять до близькосмертних переживань, включають умови, такі як: зупинка серця, велика втрата крові або анафілактичний шок, смерть від електричного струму, кома, внутрішньомозковий крововилив або мозковий інфаркт, спроба самогубства, утоплення або асфіксія, зупинка дихання або серйозна депресія. Багато випадків близькосмертних переживань відбуваються після того, як пацієнт може почути, що його або її оголошують мертвим, або коли у людини є суб'єктивне враження, що він знаходиться в фатальній ситуації (наприклад, під час нещасного випадку). На відміну від загальноприйнятого переконання, спроби самогубства не призводять до неприємних переживань близькосмертного досвіду, порівняно з навмисними смертельними ситуаціями.

### Медична точка зору
У стані термінального періоду спостерігається патологічне реагування рецепторів у відповідь на порушення постачання киснем тканин головного мозку. В слухових рецепторах виникають суб'єктивні відчуття, схожі на шум, дзвін, свист, дзижчання, в зорових — спалахи яскравого світла. З-поміж факторів, які можуть викликати подібні ефекти, називають гіпоксію, гіперкапнію, дію ендорфінів і серотоніну, ефектом дії кетаміну; патологічну активність кори скроневої частки або лімбічної системи.

### Дослідження Пім ван Ломмеля
У 2001 році голландський кардіолог Пім ван Ломмель провів дослідження близькосмертних переживання у пацієнтів, які перенесли зупинку серця. З 344 62 пацієнти (18 %) повідомили про спогади про операції, 41 (12 %) повідомили про те, що пережили близькосмертні переживання, включаючи позатілесний досвід. Ван Ломмель стверджував, що деякі пацієнти були здатні точно описати обстановку операційної, хоча свідчення ЕЕГ не реєстрували мозкової активності. Пім ван Ломмель вважає це доказом можливості існування свідомості незалежно від мозку, а мозок став розглядати як «приймач» для свідомості. Однак цей аргумент був підданий критиці, оскільки показання ЕЕГ не є надійним індикатором нейронної активності мозку, так як за допомогою ЕЕГ можна реєструвати лише активність половини кори головного мозку, більш глибокі шари для ЕЕГ недоступні. Крім цього, книга ван Ломмеля Consciousness Beyond Life: The Science of the Near-Death Experience (2010) отримала негативний відгук анестезіолога Геральда Вурли, який заявив, що книга «сповнена тенденційною і непристойною псевдонауковою нісенітницею».

### Проєкт AWARE
У 2001 році Сем Парнія спільно з іншими дослідниками організував проєкт з отримання підтверджень реальності позатілесних близькосмертних переживань. Для цього на полицях були закріплені спеціальні символи таким чином, щоб їх можна було бачити лише зверху. Парния вважав, що у випадку, якщо позатілесний досвід є лише психологічним ефектом, то пацієнти не повинні помітити ці символи, інакше пацієнти про них повідомлять. З 63 опитаних пацієнтів лише 2 повідомили про позатілесний досвід і ніхто не повідомив про встановлені в операційних символи.
У жовтні 2014 року в журналі Resuscitation Сем Парнія з колективом співавторів з ряду клінік повідомили, що при часу відключення електричної активності мозку до 30 секунд після зупинки серця, згідно з даними інтерв'ю одного з пацієнтів, його свідомість була активна протягом, ймовірно, 3 хвилин і реєструвала зовнішню інформацію, що, на думку авторів, може служити підтвердженням збереження свідомості після повного відключення мозку.

### Дослідження Лорен Стюарт
У 2015 році Лорен Стюарт, фахівець з музичної психології з Голдсміт-коледжу (Лондон), вивчаючи феномен нав'язливих мелодій, прийшла до висновку, чому нав'язливі мелодії часто спливають з глибин пам'яті на межі життя і смерті (при близькосмертному досвіді). «Вони грають гомеостатичну роль, підтримуючи мозок в стані рівноваги. Вони не дозволяють вам занадто далеко піти в несвідомий стан, зберігаючи вас в оптимальній зоні розумової діяльності».

## З погляду парапсихології
Парапсихологи розглядають близькосмертні переживання як свідчення можливості життя після смерті.